# Jon Jones
Jonathan Dwight "Jon" Jones (Rochester, 19 luglio 1987) è un  artista marziale misto statunitense. Ha combattuto nelle divisioni dei pesi massimi e  pesi mediomassimi per la promozione UFC, dove è stato campione in entrambe le categorie.
Con ben tredici difese del titolo consecutive nella divisione dei pesi mediomassimi, è stato il campione più dominante della categoria nella storia della compagnia. Ha poi combattuto nella divisione dei pesi massimi, dove è diventato campione sconfiggendo Ciryl Gane a UFC 285.
Dato il suo record in carriera (una sola sconfitta, per squalifica) e la completezza in ogni aspetto del combattimento, viene considerato uno dei più grandi lottatori della storia delle MMA. È anche stato il più giovane campione della storia della UFC, entrando nell'organizzazione dopo soli quattro mesi dall'inizio della propria carriera professionistica. Ha fatto inoltre da allenatore nella diciassettesima stagione del reality show The Ultimate Fighter.
È stato premiato come Fighter of the Year ai Fighters Only World MMA Awards nel 2011 e 2012 e come Breakthrough Fighter of the Year nel 2010. Sempre nel 2010 è stato inserito al numero tre nella lista dei venticinque migliori lottatori del mondo under-25. Nel 2015 è stato inserito nella lista delle trenta stelle under-30 dello sport mondiale redatta dalla rivista Forbes. 
Durante il suo periodo da campione, ha trascorso un record di 1.743 giorni al primo posto della classifica pound for pound della UFC.
I fratelli Arthur e Chandler James sono entrambi giocatori professionisti di football americano.

## Carriera nelle arti marziali miste

### Inizi
Prima ancora di debuttare nelle MMA, Jones è stato un ottimo wrestler: campione statale durante le scuole superiori, ha poi vinto il campionato nazionale JUCO all'Iowa Central Community College, dove studiava criminologia.
Ha debuttato nel circuito professionistico nell'aprile 2008 mettendo insieme un record di 6-0 in un periodo di tre mesi, portandolo all'attenzione della UFC che gli propose un contratto nel luglio 2008.

### Ultimate Fighting Championship

Cormier vs Jones 2 nel 2017

Il debutto di Jones in UFC avviene contro Andre Gusmão il 9 agosto 2008 con un preavviso di sole due settimane in sostituzione di Tomasz Drwal: Jones si rende protagonista di una performance notevole dimostrando la sua abilità nei takedown e uno striking non ortodosso condito da gomitate rotanti e calci volanti; malgrado il pronostico sfavorevole, vince per decisione unanime.
Al suo secondo combattimento affronta il veterano Stephan Bonnar il 31 gennaio 2009 e ancora una volta la sua superiorità nella lotta e lo striking inventivo gli valgono la vittoria per decisione unanime; il terzo combattimento lo vede contrapposto a Jake O'Brien nella card preliminare di UFC 100: Bones controlla la maggior parte dell'incontro e al secondo round vince per sottomissione grazie ad una ghigliottina modificata che fa perdere i sensi al suo rivale. Grazie a queste vittorie, nel settembre 2009 firma un contratto per altri quattro combattimenti.
Il 5 dicembre 2009 affronta il giovane prospetto Matt Hamill all'evento The Ultimate Fighter: Heavyweights Finale: Jones patisce quella che è ad oggi la sua unica sconfitta in quanto viene squalificato per avere utilizzato delle gomitate irregolari(Rese legali da regolamento nel 2024); inizialmente fu solamente penalizzato ma in seguito, dal momento che il suo avversario non poteva continuare a causa di una spalla slogata, fu squalificato. 

Jon Jones prende a calci un sacco da boxe durante l'allenamento

Il ritorno alla vittoria avviene contro Brandon Vera il 21 marzo grazie ad una gomitata al volto seguita da una serie di pugni nel corso del primo round, che gli valgono il premio Knockout of the Night; all'incontro successivo sconfigge l'ex campione dei mediomassimi IFL Vladimir Matyushenko per KO tecnico: il presidente UFC Dana White aveva promesso a Jones che nel caso di vittoria avrebbe ricevuto un sostanzioso avanzamento nel livello dei propri avversari e così si pensò che il nuovo match di Jones si sarebbe disputato contro il vincitore dell'incontro tra Antônio Rogério Nogueira e Ryan Bader.
Dopo aver ricevuto conferma da White che se avesse vinto i suoi successivi due incontri avrebbe ricevuto una chance per il titolo, Jones supera l'imbattuto Bader per sottomissione il 5 febbraio 2011 vincendo anche il premio Submission of the Night; durante l'intervista post-match, Joe Rogan annuncia a Jones il forfait riguardo all'incontro per il titolo del compagno di allenamenti Rashad Evans a causa di un infortunio al ginocchio, e che quindi lui avrebbe preso il suo posto come avversario del campione Shogun Rua.

#### Campione dei pesi mediomassimi UFC

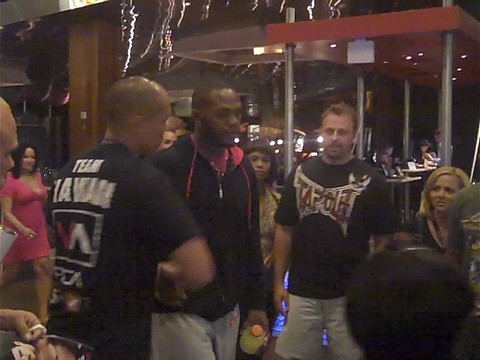
Jon Jones al fan expo dell'evento UFC 100

A UFC 128, il 19 marzo 2011, l'incontro contro Shogun si rivela a senso unico in favore di Jones, che vince per KO tecnico alla metà circa del terzo round: Jones diventa così il più giovane campione nella storia della federazione, avendo raggiunto tale risultato a soli ventitré anni.

#### Difesa e perdita del titolo
La sua prima difesa del titolo era prevista il 6 agosto 2011 contro Rashad Evans, suo ex compagno di squadra, ma Jones deve rinunciare a causa di un infortunio alla mano; inizialmente viene annunciato che tale infortunio avrebbe tenuto Jones fuori dall'ottagono fino alla fine del 2011, ma Jones riesce a difendere il suo titolo contro "Rampage" Jackson il 24 settembre 2011. Lo scontro vede vittorioso Jones per sottomissione al quarto round.
L'incontro tra i due ex compagni di squadra viene ri-programmato per il 10 dicembre, ma un nuovo infortunio al pollice costa il posto ad Evans, che viene rimpiazzato dall'ex campione Lyoto Machida. Durante l'incontro Jones, dopo aver preso le misure del brasiliano nel primo round, nel secondo va a segno con una gomitata al sopracciglio che fa sanguinare "The Dragon", che viene finito poco dopo con una ghigliottina in piedi. Jones conserva così il titolo e diventa il quarto atleta nella storia dei mediomassimi UFC a difendere la cintura per più di una volta; entrambi gli atleti vengono insigniti del riconoscimento Fight of the Night.
Verso la fine di gennaio 2012 Jones manifestò la volontà di lottare in un futuro nella categoria dei pesi massimi, incontrando però il parere negativo di Dana White e Lorenzo Fertitta.
Nell'aprile 2012 difende di nuovo il titolo con successo anche contro Evans, grazie ad una prestazione convincente che l'ha visto dominare l'avversario con la sua ottima tecnica nelle gomitate e il suo allungo nel jab. Il primo settembre 2012 avrebbe dovuto difendere il titolo contro Dan Henderson, ma un infortunio al legamento capitato a quest'ultimo giusto una settimana prima dell'incontro fece saltare il match; Dana White propose quindi l'ex contendente al titolo dei pesi medi Chael Sonnen come sostituto di Henderson, ma Jones si rifiutò di combattere contro un nuovo avversario con così poco preavviso e allora, per la prima volta nella storia della UFC, l'intera card saltò.
Al successivo evento Jones difende il titolo contro l'ex campione dei mediomassimi Vítor Belfort, dominando l'incontro e concludendolo nel quarto round per sottomissione. Successivamente venne scelto come allenatore della diciassettesima stagione del reality show The Ultimate Fighter come capitano del team contrapposto a quello di Sonnen; nell'aprile 2013 affrontò quest'ultimo per la quinta difesa del titolo, vincendo agevolmente per KO tecnico già al primo round. Nel corso dell'incontro Jones ha riportato la rottura dell'alluce sinistro.
In settembre tornò a difendere il titolo contro il coetaneo svedese Alexander Gustafsson, uno dei pochi in grado di competere con lui per quanto riguarda la statura e l'abilità nell'attacco: Jones la spuntò per decisione al termine di un match tiratissimo in cui Gustafsson fu in grado per la prima volta di portare a terra Jones, difendere quasi tutti i tentativi di takedown dello statunitense e imporgli per la prima volta un incontro per il titolo lungo cinque riprese. Entrambi gli atleti vennero premiati con il riconoscimento Fight of the Night e l'incontro venne premiato con il riconoscimento Fight of the Year ai Fighters Only World MMA Awards nel 2013; Jones, con sei difese del titolo, superò il precedente record di Tito Ortiz.
Il successivo match contro Glover Teixeira fu inizialmente programmato per febbraio 2014, ma successivamente l'incontro venne prima spostato a UFC 170, poi a marzo per UFC 171 e infine venne scelto l'evento UFC 172 in aprile. Jones difese per la settima volta il suo titolo vincendo per decisione unanime.
In settembre avrebbe dovuto affrontare nuovamente Gustafsson, ma lo svedese si infortunò e venne sostituito dall'imbattuto Daniel Cormier; successivamente fu Jones a dare forfait per infortunio e l'incontro venne posticipato a gennaio 2015: Jones riuscì nuovamente a difendere il proprio titolo contro un avversario che si dimostrò ostico ma che riuscì anche a portare a terra nonostante l'alto livello nella lotta di Cormier; entrambi gli atleti ricevettero il premio Fight of the Night.

#### Inizio dei problemi

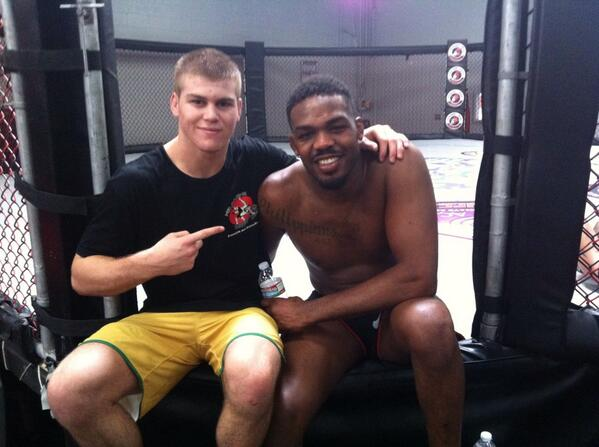
Jones e Jake Matthews dopo una sessione di allenamento

Subito dopo la vittoria su Cormier venne reso noto che Jones era risultato positivo alla cocaina nei giorni precedenti al match e pertanto venne multato di 25.000 dollari dalla UFC per aver violato il codice di condotta.
Il 27 aprile 2015 la polizia di Albuquerque conferma che Jones, il mattino precedente, è passato con il rosso ad un semaforo con un'auto a noleggio urtando un'altra macchina con a bordo una donna incinta, che si è fratturata un braccio; testimoni affermano di aver visto Jones scappare a piedi dall'incidente e nell'auto vengono anche ritrovate tracce di consumo di marijuana e una pipa per fumarla: Jones resta latitante per circa un giorno e poi si consegna alla polizia, venendo arrestato e poi rilasciato su cauzione. Successivamente la UFC comunica di avergli ufficialmente tolto il titolo e di averlo sospeso a tempo indeterminato; la cintura andrà al vincitore dell'incontro tra Cormier e Anthony Johnson il 23 maggio 2015.
Il 30 settembre Jones si dichiarò colpevole di aver abbandonato la scena del crimine in cui era presente un ferito, ma nonostante ciò riuscì ad evitare la galera e ad ottenere la libertà vigilata per diciotto mesi con l'obbligo di compiere settantadue apparizioni, dove dovrà tenere dei discorsi pubblici.

#### Ritorno dalla sospensione e riconquista del titolo
Il 23 ottobre 2015 la UFC annunciò che Jones sarebbe stato reintegrato nel roster della federazione dopo solo sei mesi dalla sua sospensione. Ad aprile 2016 avrebbe dovuto affrontare nuovamente Cormier per il titolo, ma quest'ultimo dovette rinunciare per un infortunio al piede. Al suo posto venne inserito Ovince Saint Preux in un incontro valido per il titolo ad interim: dopo ben cinque round, Jones uscì vincitore per decisione unanime.
Il rematch contro Cormier per l'unificazione del titolo avrebbe dovuto tenersi a UFC 200, ma il 6 luglio venne annunciata la cancellazione dell'incontro a causa della positività di Jones ad un test anti-doping della USADA; dopo aver scontato la sospensione di un anno da parte dell'agenzia, Jones torna a combattere all'evento UFC 214 contro il suo acerrimo rivale Cormier: dopo tre round molto combattuti, Jones colpisce Cormier con un potente calcio alla tempia che lo stordisce e gli consente di colpirlo ulteriormente e riconquistare il titolo. Nell'intervista dall'ottagono subito dopo la consegna della cintura, Jones sembra mettere da parte l'astio nei confronti di Cormier e lancia il guanto di sfida all'ex campione dei pesi massimi Brock Lesnar.

#### Nuova sospensione per doping e privazione del titolo
Il 22 agosto, poco meno di un mese dopo UFC 214, la federazione ha annunciato che Jones è stato sospeso dalle competizioni essendo risultato positivo ad un test condotto dalla USADA subito dopo il controllo del peso precedente al combattimento con Cormier: Jones avrebbe infatti assunto del Turinabol, uno steroide anabolizzante. Il 13 settembre la USADA conferma che il secondo test ha dato esito positivo riguardo all'assunzione di tale sostanza e pertanto Jones è stato privato del titolo (restituito d'ufficio a Cormier) e l'esito dell'incontro è stato convertito in No Contest.

#### Nuovo ritorno e vittoria del titolo

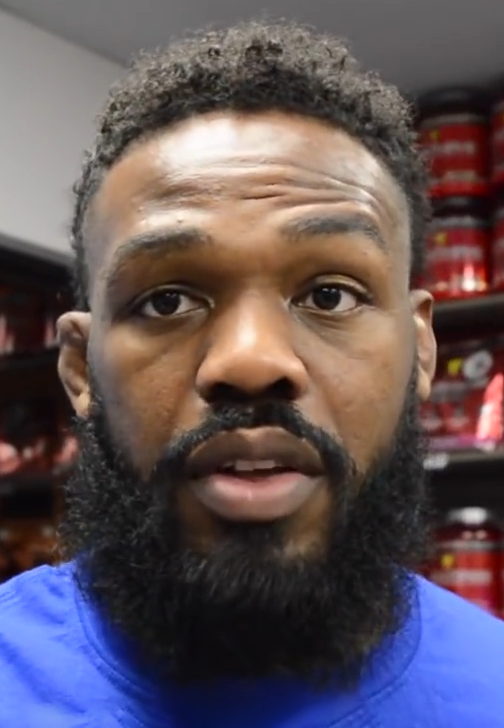
Jon Jones durante un intervista

La squalifica di Jones scade dopo quindici mesi (a fronte di una possibile sanzione di due anni) e pertanto viene decisa una rivincita contro Alexander Gustafsson; poco prima dell'incontro, fissato per il 29 dicembre 2018 a UFC 232 con in palio il titolo dei mediomassimi (lasciato vacante da Cormier, nel frattempo diventato campione dei massimi, il 28 dicembre), un test antidoping effettuato su Jones rivela la presenza di una percentuale estremamente bassa ancora di Turinabol, pertanto la Commissione atletica del Nevada nega la licenza per combattere a Jones per effettuare ulteriori accertamenti e l'evento deve quindi spostarsi da Las Vegas a Inglewood, in California. All'evento Jones affronta Gustafsson e, dopo i primi due round, riesce a portare a terra lo svedese e a finalizzarlo col ground and pound dopo due minuti dall'inizio della terza ripresa.
Il 2 marzo 2019 mantiene il titolo difendendolo contro Anthony Smith, che batte per decisione unanime, e il 6 luglio si ripete contro Thiago Santos, vincendo per la prima volta in carriera per decisione non unanime. L'8 febbraio 2020 difende ancora il titolo contro Dominick Reyes imponendosi per decisione unanime a UFC 247, sebbene tale esito sia stato criticato da molte testate specializzate; con questa vittoria supera il record di Georges St-Pierre per il maggior numero di vittorie in incontri con in palio un titolo (14).

#### Assenza e ritorno nei pesi massimi
A causa di divergenze sulla paga col presidente della promozione Dana White, Jones rinuncia al titolo il 17 agosto del 2020. 
Dopo più di tre anni e numerose indiscrezioni riguardo ad un possibile incontro con l'ex campione dei pesi massimi UFC Francis Ngannou, Jones torna nell'ottagono per affrontare il francese Ciryl Gane in un incontro valevole per il titolo di Campione dei pesi massimi UFC, titolo reso vacante proprio da Ngannou. Dopo aver portato a terra l'avversario, Jones vince l'incontro per sottomissione e torna nuovamente campione. La vittoria contro Gane è la sua quindicesima vittoria in un incontro valevole per il titolo UFC.
L'11 novembre 2023, a UFC 295, Jon sarebbe dovuto tornare nell'ottagono per difendere il titolo, contro l'ex campione dei pesi massimi Stipe Miocic, ma un infortunio alla spalla durante uno sparring in preparazione per il match lo ha costretto a non poter prendere parte ad esso.
Il 16 novembre 2024, a UFC 309 fa il suo ritorno nell'ottagono difendendo il titolo dei pesi massimi contro l'ex campione Stipe Miocic. L'incontro termina per K.O. tecnico nella terza ripresa, quando il campione piazza un calcio saltato all'indietro contro il busto di Miocic, terminando l'incontro prima del limite.

#### Ritiro
Nell'anno 2025 Jon avrebbe dovuto affrontare il Campione ad interim Tom Aspinall per l'unificazione dei titoli, tuttavia il presidente della UFC Dana White il 21 Giugno 2025 in una conferenza stampa rivela di aver ricevuto una chiamata da Jon Jones nel quale ha annunciato il suo ritiro rinunciando allo status di campione, con conseguente promozione di Tom Aspinall a campione indiscusso della federazione.

## Risultati nelle arti marziali miste
| Risultato  | Record   | Avversario           | Metodo                                           | Evento                          | Data              | Round | Tempo | Luogo                      | Note |
| ---------- | -------- | -------------------- | ------------------------------------------------ | ------------------------------- | ----------------- | ----- | ----- | -------------------------- | --- |
| Vittoria   | 28-1 (1) | Stipe Miocic         | TKO (spinning back kick e gomitate)              | UFC 309 : Jones vs Miocic       | 16 novembre 2024  | 3     | 4:29  | New York, Stati Uniti      | Difende il titolo dei pesi massimi UFC. Performance of the Night. Rende vacante il titolo il 21 Giugno 2025 |
| Vittoria   | 27-1 (1) | Ciryl Gane           | Sottomissione (ghigliottina)                     | UFC 285: Jones vs. Gane         | 4 marzo 2023      | 1     | 2:04  | Las Vegas, Stati Uniti     | Vince il titolo vacante dei pesi massimi UFC. Performance of the Night |
| Vittoria   | 26-1 (1) | Dominick Reyes       | Decisione (unanime)                              | UFC 247: Jones vs. Reyes        | 8 febbraio 2020   | 5     | 5:00  | Houston, Stati Uniti       | Difende il titolo dei pesi massimi leggeri UFC. Rende vacante il titolo il 17 agosto 2020 |
| Vittoria   | 25-1 (1) | Thiago Santos        | Decisione (non unanime)                          | UFC 239: Jones vs. Santos       | 6 luglio 2019     | 5     | 5:00  | Las Vegas, Stati Uniti     | Difende il titolo dei pesi massimi leggeri UFC |
| Vittoria   | 24-1 (1) | Anthony Smith        | Decisione (unanime)                              | UFC 235: Jones vs. Smith        | 2 marzo 2019      | 5     | 5:00  | Las Vegas, Stati Uniti     | Difende il titolo dei pesi massimi leggeri UFC. Gli vengono detratti due punti nel quarto round per ginocchiata illegale                                                                                              |
| Vittoria   | 23-1 (1) | Alexander Gustafsson | KO (pugni)                                       | UFC 232: Jones vs. Gustafsson 2 | 29 dicembre 2018  | 3     | 2:02  | Inglewood, Stati Uniti     | Vince il titolo dei pesi massimi leggeri UFC |
| No Contest | 22-1 (1) | Daniel Cormier       | No Contest (doping)                              | UFC 214: Cormier vs. Jones 2    | 29 luglio 2017    |       |       | Anaheim, Stati Uniti       | Per il titolo dei pesi massimi leggeri UFC. Performance of the Night. La vittoria per KO di Jones venne convertita in No Contest a seguito della sua positività ad un test anti-doping e gli venne revocato il titolo |
| Vittoria   | 22-1     | Ovince Saint Preux   | Decisione (unanime)                              | UFC 197: Jones vs. Saint Preux  | 23 aprile 2016    | 5     | 5:00  | Las Vegas, Stati Uniti     | Vince il titolo dei pesi massimi leggeri ad interim UFC |
| Vittoria   | 21-1     | Daniel Cormier       | Decisione (unanime)                              | UFC 182: Jones vs. Cormier      | 3 gennaio 2015    | 5     | 5:00  | Las Vegas, Stati Uniti     | Difende il titolo dei pesi massimi leggeri UFC. Fight of the Night. Successivamente gli venne revocato il titolo per aver violato le norme di condotta degli atleti UFC                                               |
| Vittoria   | 20-1     | Glover Teixeira      | Decisione (unanime)                              | UFC 172: Jones vs. Teixeira     | 26 aprile 2014    | 5     | 5:00  | Baltimora, Stati Uniti     | Difende il titolo dei pesi massimi leggeri UFC |
| Vittoria   | 19-1     | Alexander Gustafsson | Decisione (unanime)                              | UFC 165: Jones vs. Gustafsson   | 21 settembre 2013 | 5     | 5:00  | Toronto, Canada            | Difende il titolo dei pesi massimi leggeri UFC. Fight of the Night |
| Vittoria   | 18-1     | Chael Sonnen         | KO tecnico (gomitate e pugni)                    | UFC 159: Jones vs. Sonnen       | 27 aprile 2013    | 1     | 4:33  | Newark, Stati Uniti        | Difende il titolo dei pesi massimi leggeri UFC |
| Vittoria   | 17-1     | Vítor Belfort        | Sottomissione (americana)                        | UFC 152: Jones vs. Belfort      | 22 settembre 2012 | 4     | 0:54  | Toronto, Canada            | Difende il titolo dei pesi massimi leggeri UFC. Submission of the Night |
| Vittoria   | 16-1     | Rashad Evans         | Decisione (unanime)                              | UFC 145: Jones vs. Evans        | 21 aprile 2012    | 5     | 5:00  | Atlanta, Stati Uniti       | Difende il titolo dei pesi massimi leggeri UFC |
| Vittoria   | 15-1     | Lyoto Machida        | Sottomissione tecnica (ghigliottina)             | UFC 140: Jones vs. Machida      | 10 dicembre 2011  | 2     | 4:26  | Toronto, Canada            | Difende il titolo dei pesi massimi leggeri UFC. Fight of the Night |
| Vittoria   | 14-1     | Quinton Jackson      | Sottomissione (rear naked choke)                 | UFC 135: Jones vs. Rampage      | 24 settembre 2011 | 4     | 1:14  | Denver, Stati Uniti        | Difende il titolo dei pesi massimi leggeri UFC. Fight of the Night |
| Vittoria   | 13-1     | Mauricio Rua         | KO tecnico (sottomissione a pugni e ginocchiate) | UFC 128: Shogun vs. Jones       | 19 marzo 2011     | 3     | 2:37  | Newark, Stati Uniti        | Vince il titolo dei pesi massimi leggeri UFC |
| Vittoria   | 12-1     | Ryan Bader           | Sottomissione (ghigliottina)                     | UFC 126: Silva vs. Belfort      | 5 febbraio 2011   | 2     | 4:20  | Las Vegas, Stati Uniti     | Submission of the Night |
| Vittoria   | 11-1     | Vladimir Matyushenko | KO tecnico (gomitate)                            | UFC Live: Jones vs. Matyushenko | 1º agosto 2010    | 1     | 1:52  | San Diego, Stati Uniti     | |
| Vittoria   | 10-1     | Brandon Vera         | KO tecnico (pugni e gomitate)                    | UFC Live: Vera vs. Jones        | 21 marzo 2010     | 1     | 3:19  | Broomfield, Stati Uniti    | KO of the Night |
| Sconfitta  | 9-1      | Matt Hamill          | Squalifica (gomitate 12-6, rese legali nel 2024) | The Ultimate Fighter 10 Finale  | 5 dicembre 2009   | 1     | 4:14  | Las Vegas, Stati Uniti     | La tecnica è stata legalizzata il 24 luglio 2024 ed è entrata in vigore il 1º novembre 2024 come utilizzabile da regolamento                                                                                          |
| Vittoria   | 9-0      | Jake O'Brien         | Sottomissione (ghigliottina)                     | UFC 100                         | 11 luglio 2009    | 2     | 2:43  | Las Vegas, Stati Uniti     | |
| Vittoria   | 8-0      | Stephan Bonnar       | Decisione (unanime)                              | UFC 94: St-Pierre vs. Penn 2    | 25 ottobre 2008   | 3     | 5:00  | Las Vegas, Stati Uniti     | |
| Vittoria   | 7-0      | Andre Gusmão         | Decisione (unanime)                              | UFC 87: Seek and Destroy        | 9 agosto 2008     | 3     | 5:00  | Minneapolis, Stati Uniti   | Debutto in UFC |
| Vittoria   | 6-0      | Moyses Gabin         | KO tecnico (pugno)                               | Battle Cage Xtreme 5            | 12 luglio 2008    | 2     | 1:58  | Atlantic City, Stati Uniti | Vince il titolo dei pesi massimi leggeri USKBA |
| Vittoria   | 5-0      | Parker Porter        | KO (pugno)                                       | World Championship Fighting 3   | 20 giugno 2008    | 1     | 0:36  | Wilmington, Stati Uniti    | |
| Vittoria   | 4-0      | Ryan Verrett         | KO tecnico (pugni)                               | USFL: War in the Woods 3        | 29 aprile 2008    | 1     | 0:14  | Ledyard, Stati Uniti       | |
| Vittoria   | 3-0      | Anthony Pina         | Sottomissione (ghigliottina)                     | Ice Fighter                     | 25 aprile 2008    | 1     | 1:15  | Worcester, Stati Uniti     | |
| Vittoria   | 2-0      | Carlos Eduardo       | KO (pugni)                                       | Battle Cage Xtreme 4            | 19 aprile 2008    | 3     | 0:24  | Atlantic City, Stati Uniti | Debutto nei pesi massimi leggeri |
| Vittoria   | 1-0      | Brad Bernard         | KO tecnico (pugni)                               | FFP: Untamed 20                 | 12 aprile 2008    | 1     | 1:32  | Foxborough, Stati Uniti    | Incontro catchweight (210 libbre) |

## Risultati nel Grappling
| Risultato | Record | Avversario    | Metodo                                           | Evento                            | Data             | Luogo                     |
| --------- | ------ | ------------- | ------------------------------------------------ | --------------------------------- | ---------------- | ------------------------- |
| Vittoria  | 5-0    | Dan Henderson | Sottomissione (strangolamento triangolo-braccio) | Submission Underground 2          | 14 Dicembre 2016 | Portland, OR, Stati Uniti |
| Vittoria  | 4-0    | Rich O'Toole  | Sottomissione (ghigliottina)                     | NAGA Phoenix                      | 15 Ottobre 2016  | Phoenix, Stati Uniti      |
| Vittoria  | 3-0    | Dan Daubert   | Sottomissione (ghigliottina)                     | NAGA Phoenix                      | 15 Ottobre 2016  | Phoenix, Stati Uniti      |
| Vittoria  | 2-0    | Doug Fournet  | Sottomissione (kimura)                           | Northeastern Grappler's Challenge | Gennaio 2008     | Ithaca, Stati Uniti       |
| Vittoria  | 1-0    | Doug Fournet  | Sottomissione (kimura)                           | Northeastern Grappler's Challenge | Gennaio 2008     | Ithaca, Stati Uniti       |